# Draba cretica
Draba cretica är en korsblommig växtart som beskrevs av Pierre Edmond Boissier och Theodor Heinrich von Heldreich. Draba cretica ingår i släktet drabor, och familjen korsblommiga växter. Inga underarter finns listade i Catalogue of Life.